# Frankfurtské velkovévodství
Velkovévodství frankfurtské (německy Großherzogtum Frankfurt) byl krátkodobě existující státní útvar, rozkládající se v letech 1810 až 1813 v okolí města Frankfurt nad Mohanem. Bylo vytvořeno Napoleonem, který sloučil území říšského města Frankfurt a državy Mohučské arcidiecéze. Bylo členem Rýnského spolku
Frankfurt ztratil postavení svobodného říšského města roku 1806, když byla rozpuštěna Svatá říše římská a byl udělen Karlu Theodorovi von Dalberg jako Knížectví frankfurtské. Když byl roku 1810 von Dalberg nucen se vzdát Řezenského knížectví ve prospěch Bavorska, sloučil svá zbývající území Fulda, Hanau, Aschaffenburg, Wetzlar a Frankfurt ve Velkovévodství frankfurtské.

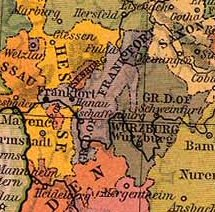
Mapa Frankfurtského velkovévodství

I když se velkovévodství nazývalo po Frankfurtu, velkovévoda sídlil v Aschaffenburgu. Fakticky bylo území ovládáno francouzskými komisaři a v ústavě bylo stanoveno, že po von Dalbergově smrti je zdědí Napoleonův zeť Evžen de Beauharnais.
Von Dalberg abdikoval 26. října 1813 po bitvě u Lipska ve prospěch Evžena. V prosinci 1813 velkovévodství zaniklo a město Frankfurt bylo okupováno koaličními silami. Město samo se opětovně osamostatnilo, přičemž zbytek území si mezi sebe rozdělily Bavorské království, Pruské království, Hesenské velkovévodství a Hesenské kurfiřtství.